# Бронштейн, Александр Михайлович
Александр Михайлович Бронштейн (род. 15 июня 1954 года, Ленинград, СССР) — предприниматель, миллионер. Гражданин Эстонии. Еврейский общественный деятель, вице-президент Евроазиатского еврейского конгресса. Меценат и благотворитель, финансировал строительство первой в Эстонии синагоги и общественного центра.

## Биография
Родился в 1954 году
в семье академика и участника Великой Отечественной войны Бронштейна Михаила
Лазаревича (1923—2022).
В 1955 году был перевезён в г. Тарту (Эстония), куда переехали родители
в связи с антисемитской кампанией в г. Ленинград. В 1976 году окончил Тартуский
государственный университет по специальности «прикладная математика». В 1981 году
стал кандидатом наук.
С конца 1980-х годов
занимается предпринимательской деятельностью в сфере цветной металлургии.
Занимал руководящие посты в ряде металлургических и иных компаний, ныне является
соучредителем международной инвестиционной группы Solway, управляющей активами
в Центральной и Восточной Европе, Латинской Америке и Юго-Восточной Азии.

## Семья
Отец: Михаил
Лазаревич Бронштейн (1923—2022), эстонский академик-экономист.
Мать: Белла Барская (ум. 2004).

## Состояние
$150 млн - состояние на начало 2007 г., 353 место в рейтинге 500
российских миллионеров (оценка журнала "Финанс").

## Карьера
●    
С
2015 Председатель Совета директоров "Solway Holding LTD"
●    
с
2009: “Solway Investment Group LTD”, председатель Совета директоров
●    
2002-2008:
“Solway Management LLC”, председатель Совета директоров
●    
2003-2007:
ОАО “СУАЛ-Холдинг”, член Совета директоров
●    
с
2002: “Raznoimport Trading LTD” (UK), директор
●    
1998-2000:
“Raznoimport LTD” (UK), директор в Восточной Европе
●    
1995-1997:
“Shanton International LTD”, директор представительства в Германии
●    
1994-1995:
“Von Tsurikov Consulting” (Германия), финансовый директор
●    
1991-1993:
“LTR Handels GmbH” (Германия), генеральный директор
●    
с
1991: “KTH Handels GmbH” (Германия), финансовый директор
●    
1989-1980:
“Estland - West” (совместное немецко-эстонское предприятие), генеральный
директор
●    
С
1997 года член Советов директоров в: банк "Флора-Москва",
"Волховский алюминиевый завод", "Пикалевское глиноземное
объединение", "Волгоградский алюминиевый завод", АО
"Металлург", "Сясьский целлюлозно-бумажный комбинат",
"Ключевской ферроникелевый комбинат"

## Общественная и политическая деятельность
●    
1975-1976: Министерство финансов
Эстонской ССР, стажер
●    
1976—1988: Министерство лесного хозяйства
и охраны природы Эстонской ССР, посты от стажера до руководителя департамента
●    
2002: утвержден вице-президентом
Евроазиатского еврейского конгресса
●    
2007: утвержден вице-президентом
Всемирного еврейского конгресса
●      2012: утвержден  Президентом EIPA's steering committee
●    
2013: утвержден Президентом IEPA Europe
Israel Press Association (Брюссель,
Бельгия)
●    
Является спонсором благотворительного фонда
Керен ха-Йесод

## Меценатство и благотворительность
С 2004 года
Александр Бронштейн активно участвует в жизни еврейской общины. Так, с 2004 по
2007 годы он выступил основным спонсором строительства первой в Эстонии
синагоги и еврейского общинного центра взамен разрушенных во время Великой
Отечественной войны. Синагога получила название "Бэйт Белла" в честь матери
мецената.
В 2006 году Бронштейн
выступил одним из шести меценатов, выделивших средства израильским сиротам, чьи
родители были убиты боевиками ХАМАСа.
Бронштейн является
одним из спонсоров "Центра Переса" в Яффо, а также Президентской
конференции, проводимой в Иерусалиме с 2008 года.
В 2006 году Бронштейн был также одним из инициаторов и спонсоров форума "Европейских
друзей Израиля", на который в Иерусалим съехались около 500 депутатов
парламентов стран Европы.

## Научная деятельность и публикации
"Экологизация экономики: методы регионального управления", изд. "Наука", 1990, Москва.

## Награды и премии
В 2007 году президентом Эстонии был награждён орденом Белой звезды 4-й степени.

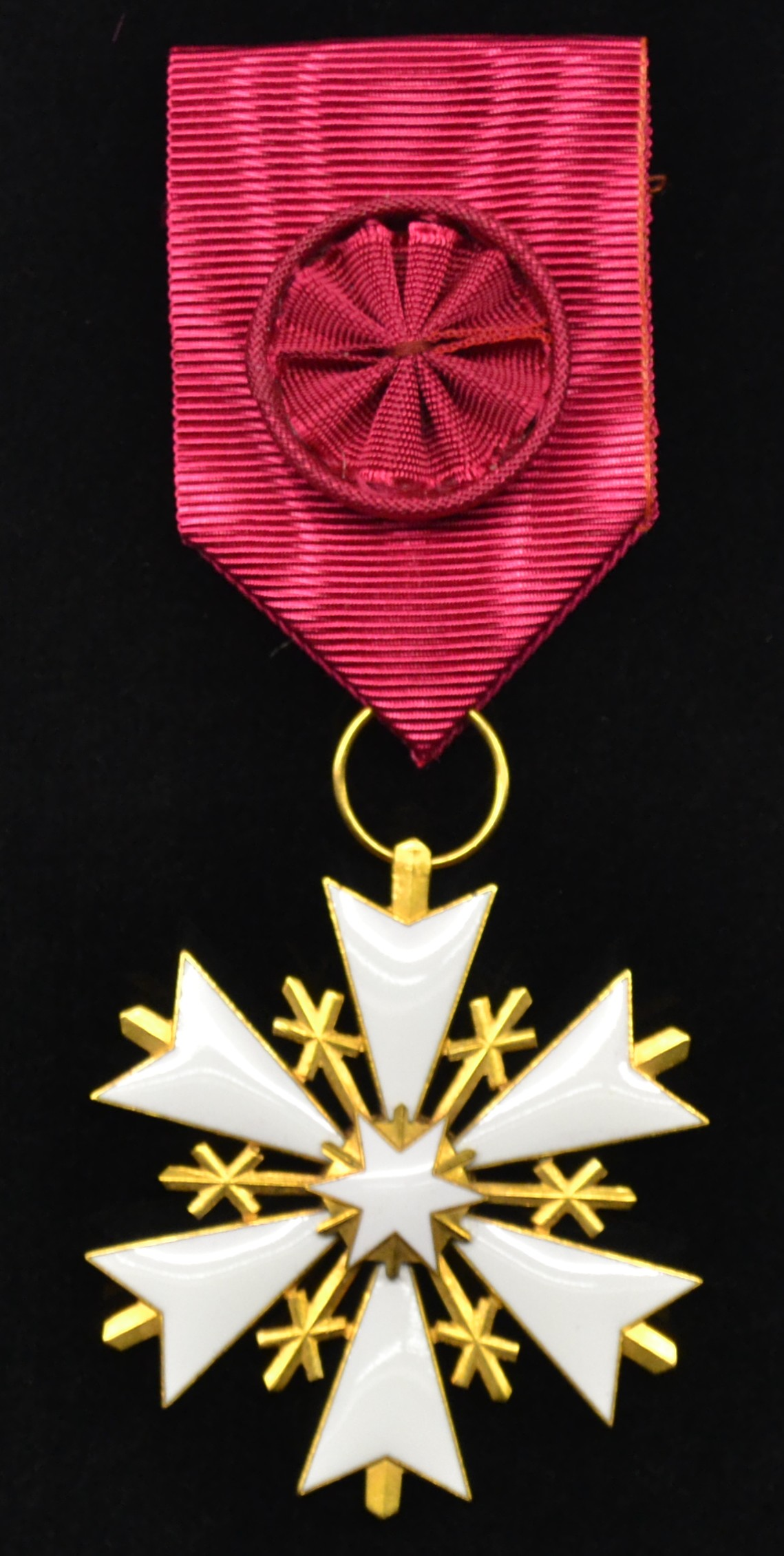
Орден Белой звезды